# Morning Glory Pool Trail
Le Morning Glory Pool Trail est un sentier de randonnée américain dans le comté de Teton, au Wyoming. Longue d'environ 2,4 kilomètres,, cette section du Continental Divide Trail relie Old Faithful au bassin dit Morning Glory Pool, au sein du parc national de Yellowstone. Elle est classée National Recreation Trail depuis 1981.